# Zespół dominikański w Żółkwi
Zespół dominikański w Żółkwi – kościół i klasztor dominikanów znajdujący się w Żółkwi na Ukrainie Zachodniej.
W 1994 kościół przekazano grekokatolikom i jest użytkowany jako cerkiew greckokatolicka pw. św. Jozafata Kuncewicza Biskupa i Męczennika.

## Historia
W 1653 kasztelanowa krakowska Teofila z Daniłowiczów Sobieska ufundowała i uposażyła kościół i klasztor dominikanów w intencji zamordowanego w 1652 przez Kozaków po bitwie pod Batohem syna - Marka Sobieskiego, brata późniejszego króla Jana III Sobieskiego. Miało to być drugie mauzoleum rodzinne oraz sanktuarium maryjne. Główne prace w kościele zakończono w 1655, a konsekracja nastąpiła w 1677. Natomiast barokowy klasztor z lat 1754–1792, zwano z racji opiekunów klasztorem królewskim Conventus Regalis. Kościół był niszczony kilkakrotnie przez pożary. Jan III Sobieski ufundował matce Teofili Sobieskiej i bratu Markowi piękne późnobarokowe nagrobki, znacznie zniszczone po 1945, ale zachowane do dzisiaj. Dominikanie jako nieliczni przetrwali kasatę józefińską. W czasach ZSRR zespół pełnił funkcje magazynu i budynków administracyjnych.

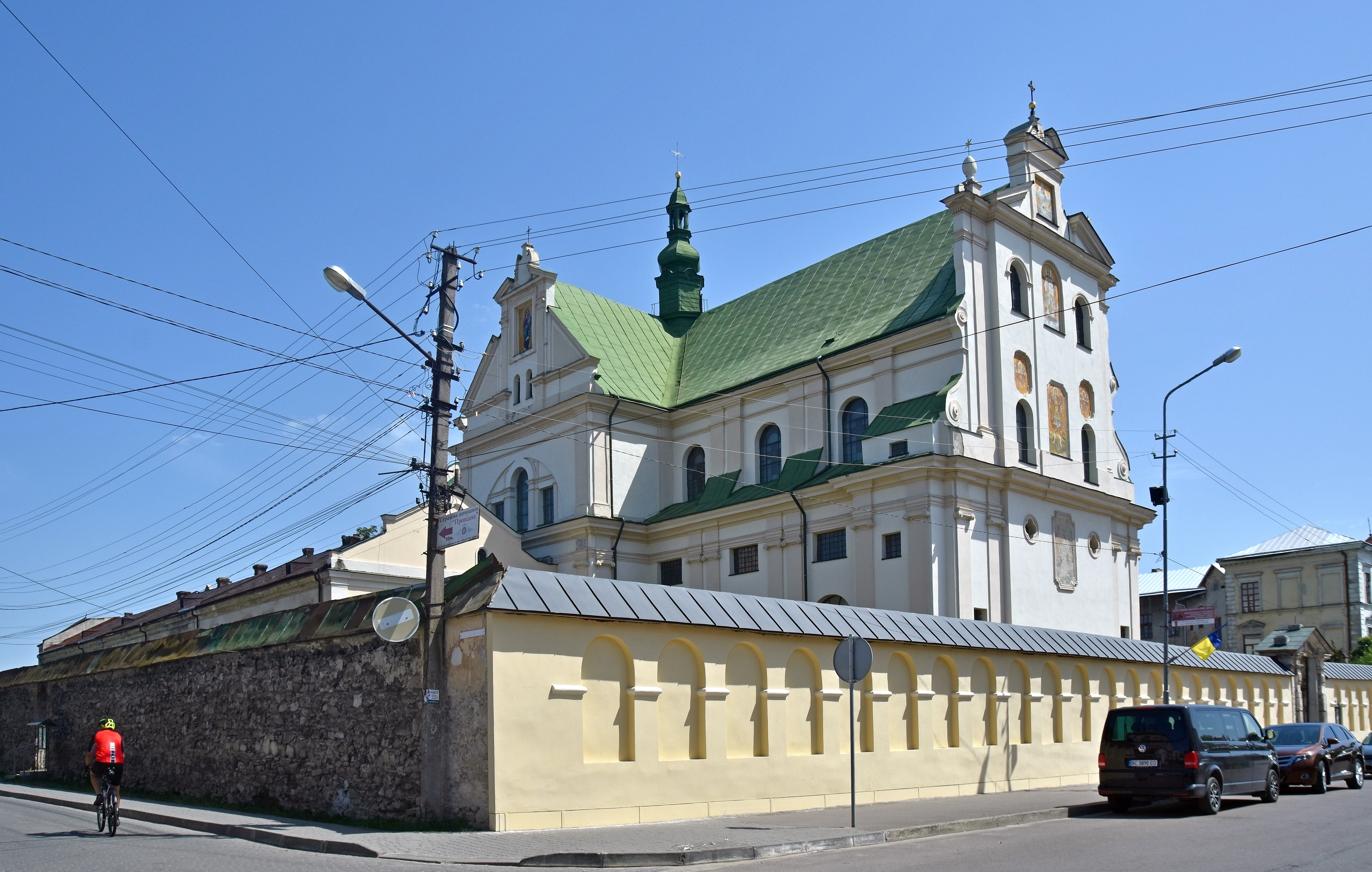
Od strony zachodniej
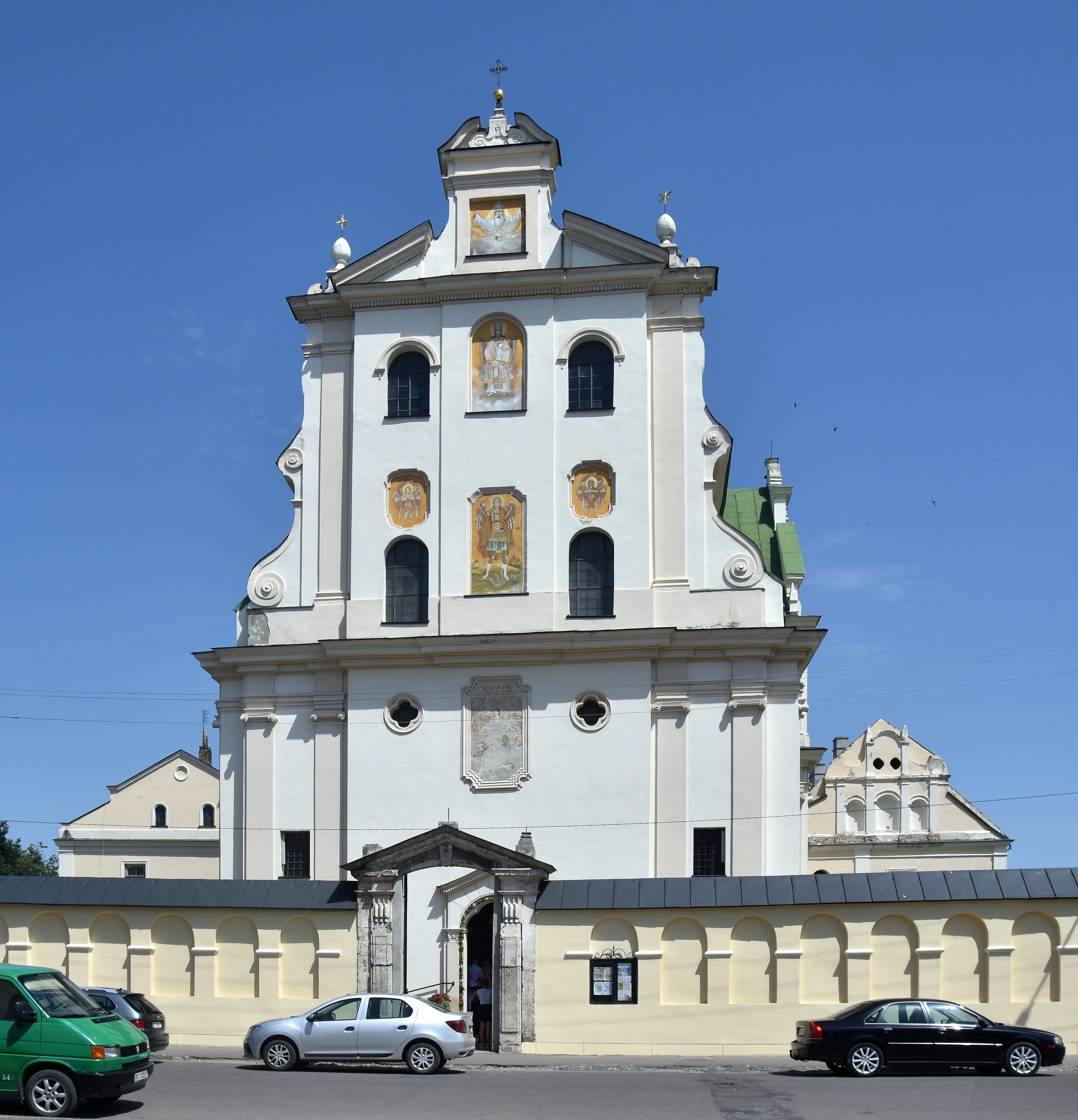
Elewacja frontowa
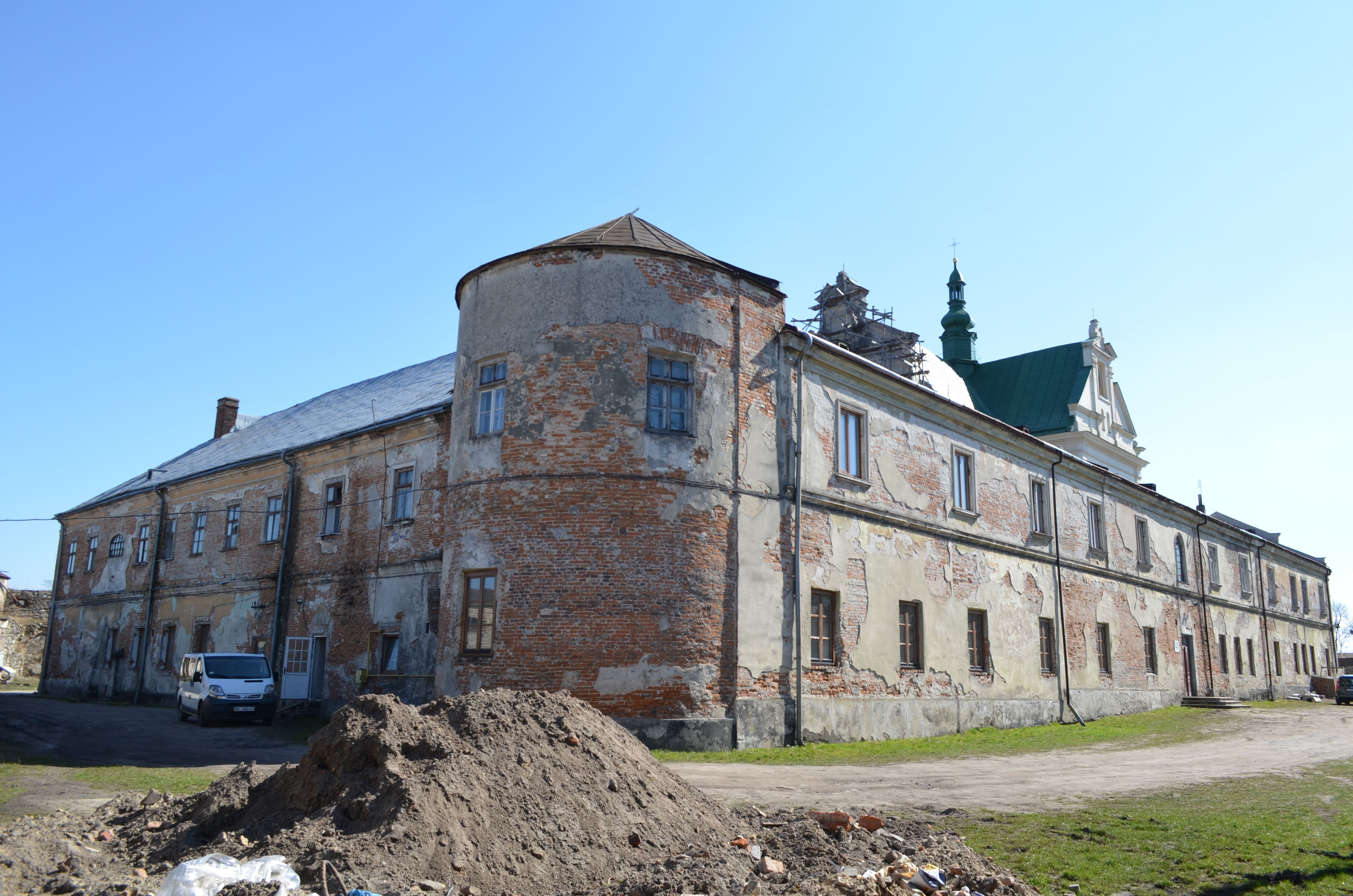
Klasztor zewnątrz

## Architektura i wyposażenie
Kościół zbudowany jest na planie krzyża, ma szeroką nawę i boczne kaplice. Na skrzyżowaniu naw umieszczono małą sygnaturkę. Obecny wygląd fasady to efekt przebudowy w 1833. Zespół otoczony jest murami z basztą w płn.-wsch. narożniku. Pochodzący stąd obraz Matki Boskiej Żółkiewskiej, koronowany koronami papieskimi w 1929, znalazł się po 1945 w kościele dominikańskim na Służewie w Warszawie. 